# هاني العمري
هاني العمري (27 مايو 1969 -) هو مغني لبناني.

## حياته
ولد في منطقة جبل لبنان عام 1969 واسمه الأصلي دانيال مغامس وشقيقه الأكبر باسكال كان مدير أعماله ومدير أعمال الفنانة نوال الزغبي سابقاً. حاصل على شهادة في التمثيل والاخراج من الجامعة اللبنانية، تأثّر منذ بداياته بالكبير وديع الصافي 

## مشواره المهني
بدأ مشواره الفني معتمداً على موهبته ومجهوده الشخصي.
قدّم مجموعة من الأغاني العاطفية كان أشهرها «مشتاق أضمّك» التي رفعت من أسهم شهرته وتلتها مجموعة من الأغاني العاطفية، التي كرّسته نجماً محبوباً، فحصد نتيجة ذلك لقب «العاطفة والرومانسية».
إتّجه إلى عالم الأعمال حيث افتتح مطعماً في منطقة البترون.
أصدر سبعة ألبومات انتجها ما بين 1990 و2005، بدأها بألبوم «مشتاق اضمك»، وفي العام 1994 أصدر ألبومه الثاني «ملفت للنظر»، اتبعه بـ «تعجبني طلتك»، وفي العام 1997 أطلق ألبومه «صعبة»، و«عجبتني كتير» في 1999، و«كلن شافوك» في العام 2000، واضافة لألبوم «ملك روحي» في العام 2003، فقد اصدر العمري خلال مسيرته ألبوما تجميعيا تجديديا لعمالقة الغناء العربي في الزمن الجميل.
ولم يفكر في الانتساب لشركة إنتاج فني، لأنه يرى الرصيد الحقيقي لأي فنان هو قوة علاقته بجمهوره ومدى تواصلهم معه، وليس في تعاقد شركة مهمة معه، ويتساءل في هذا السياق ما اهمية كل البريستيج إذا كان المغني لا يمتلك الصوت الجميل والخيارات الغنائية الصحيحة في الكلمات واللحن وحتى التوزيع.
أصدر عدة أغاني منفردة مثل صدقني بحبك وغيرها
تعاقد في عام 2018 مع شركة مدانات ميديا برودكشن للإنتاج وإدارة أعماله ومقرها الأردن وقطر، وقامت الشركة إلى الآن بانتاج أغنيتين عام 2019 وهما «مسكون» و«أول شب».

## ألبومات
- 2005 : هاني يغني
- 2003 : ملك روحي
- 2000 : كلن شافوك
- 1999: عجبتيني كتير
- 1997 : صعبة
- 1995: تعجبني طلتك
- 1994: ملفت للنظر
- 1990: مشتاق أضمك

## فيديو كليبات
| الأغنية                       | المخرج            |
| ----------------------------- | ----------------- |
| لا تسألنيي ليش                | جورج بو عبدو      |
| مشتاق أضمك                    | ناتاشا نهرا       |
| اه من حوا                     | رانيا عطالله      |
| صعبة                          |                   |
| ملك روحي                      | جميل جميل المغازي |
| واحشني كلامو                  | نبيل لبس          |
| من بعد طول السنين             | سليم الترك        |
| بفكر فيك                      | غبريال يمين       |
| كلن شافوك                     | مارديك جولفايان   |
| عجبتيني كتير                  | سليم الترك        |
| سهران وناطر عينيكي            | كميل طانيوس       |
| بغازلها                       |                   |
| بدها بجبر خاطرها              | وليد السيد        |
| بحبك حبيبي الموديل هيفاء وهبي |                   |
| تعجبني طلتك                   |                   |
| ملفت للنظر                    | أسامه حريق        |

## وصلات خارجية
- هاني العمري على موقع ديسكوغز (الإنجليزية)